# مردم دولگان

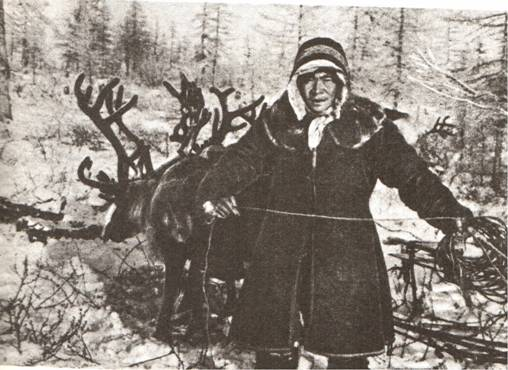
یک مرد دولگان

مردم دولگان (روسی: долганы یا долган, тыа-кихи, саха) گروهی از مردمان ترک هستند که در سرزمین کراسنویارسک روسیه زندگی می‌کنند. طبق سرشماری ۲۰۱۰ روسیه، ۷۸۸۵ دولگان در روسیه زندگی می‌کنند. همچنین در سال ۲۰۰۱ نیز ۲۶ دولگان در اوکراین زندگی می‌کردند. دولگان‌ها به زبان دولگان سخن می‌گویند. که برخی آن را گویشی از زبان یاکوتی می‌دانند.
بیشتر دولگان‌ها به شمن‌باوری معتقدند و تعداد کمی از آن‌ها نیز به مسیحیت ارتدکس باورمندند.